# Shanne Braspennincx

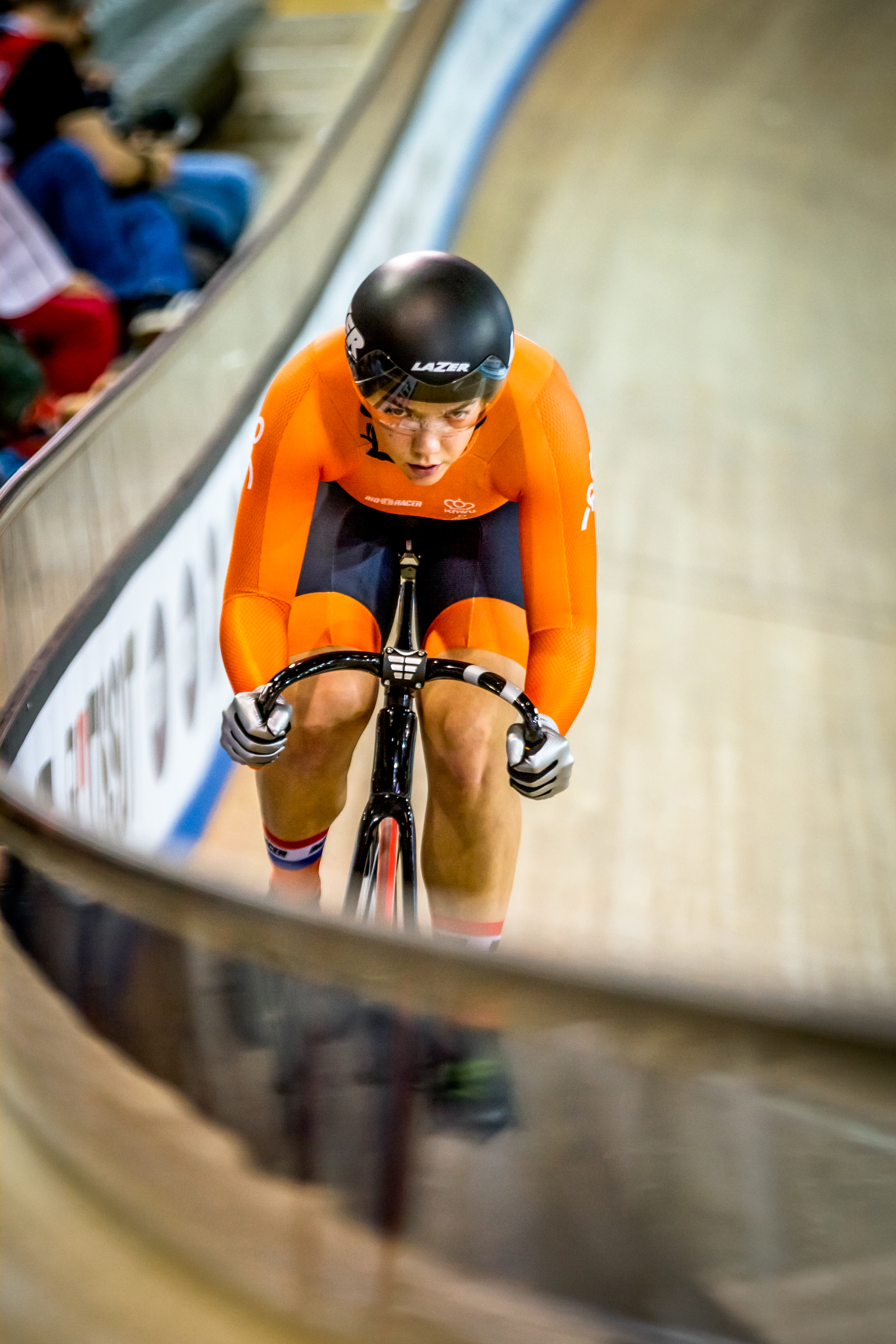
Shanne Braspennincx in 2017 tijdens de wereldbeker baanwielrennen in Milton.

Shanne Braspennincx (Turnhout, België, 18 mei 1991) is een voormalig Nederlands baanwielrenster. Zij was daarnaast ook nog actief op de weg. Op de baan werd ze Nederlands, Europees en olympisch kampioene.

## Loopbaan
In 2011 won Braspennincx tweemaal brons op het Nederlands kampioenschap baanwielrennen, in de keirin en de sprint. Een jaar later won ze wederom tweemaal brons, deze keer in de keirin en de 500 metertijdrit. In Apeldoorn won ze in 2012 goud in de keirin.
Ze werd Nederlands kampioene keirin in 2013 en haalde op het Europees kampioenschap baanwielrennen in Apeldoorn tweemaal goud bij de beloften onder 23: in de keirin en de teamsprint (met Elis Ligtlee). Het volgende jaar won ze op beide onderdelen brons op het EK in Baie-Mahault op het Franse eiland Guadeloupe.
Op 22 februari, tijdens de Wereldkampioenschappen baanwielrennen 2015 in het Franse Saint-Quentin-en-Yvelines won ze de zilveren medaille op het onderdeel keirin. In juli 2015 werd Braspennincx getroffen door een hartinfarct tijdens een trainingskamp in de Verenigde Staten. In het najaar van 2015 hervatte ze haar trainingen.
Op 2 februari 2016 deed ze in RTL Late Night verslag van wat haar was overkomen. Daar sprak ze de wens uit zich alsnog te kunnen plaatsen voor de Olympische Zomerspelen van dat jaar. Uiteindelijk ging ze mee als reserverijdster. Braspennincx verbleef buiten het olympisch dorp en kwam niet in actie. Vijf jaar later, in augustus 2021, nam ze namens Nederland deel aan de Olympische Zomerspelen 2020 in Tokio. Samen met Laurine van Riessen werd ze vierde in de teamsprint. Drie dagen later, op 5 augustus, won ze goud op de keirin en werd ze de opvolgster van Elis Ligtlee.
Op 29 februari 2024 maakte ze bekend per direct te stoppen met haar sportcarrière.

## Belangrijkste overwinningen

### Op de weg
2009
- 1e etappe Omloop van Borsele
- 2e etappe Omloop van Borsele

### Op de baan
| Jaar | NK                   | EK                                             | WK         | OS     | Overige |
| ---- | -------------------- | ---------------------------------------------- | ---------- | ------ | --- |
| 2008 | 500m (junior)        |                                                |            |        | |
| 2011 | keirin sprint        |                                                |            |        | |
| 2012 | 500m · keirin        |                                                |            |        | Apeldoorn: keirin · Wenen: 500m                                                                            |
| 2013 | keirin · 500m sprint | keirin (U23) teamsprint (U23) met Elis Ligtlee |            |        | Apeldoorn: keirin, sprint                                                                                  |
| 2014 | 500m keirin · sprint | keirin · teamsprint met Elis Ligtlee           |            |        | Singen: keirin. Breinigsville: keirin, scratch · Oberhausen: keirin. Trexlertown: sprint · Roubaix: keirin |
| 2015 |                      |                                                | keirin     |        | Manchester: keirin, sprint · Cali: keirin, teamsprint                                                      |
| 2016 |                      |                                                |            |        | |
| 2017 |                      | teamsprint                                     |            |        | Manchester: keirin · Milton: sprint, keirin                                                                |
| 2018 | 500m                 |                                                | teamsprint |        | Londen: teamsprint                                                                                         |
| 2019 | keirin 500m · sprint | teamsprint                                     |            |        | Europese Spelen: keirin, teamsprint                                                                        |
| 2021 |                      | teamsprint sprint                              |            | keirin | |

### UCI Track Champions League
Derde Eindklassement Sprint: 2022

## Persoonlijk
Braspennincx woont samen met baanwielrenner Jeffrey Hoogland.
2012: Victoria Pendleton · 
2016: Elis Ligtlee · 
2020: Shanne Braspennincx · 
2024: Ellesse Andrews